# Amon Düül
Amon Düül — німецький рок-гурт, один з найважливішик представників стилю краутрок.
Утворений 1968 року у місті Мюнхен. Спочатку під загальною назвою Amon Düül гурт був чимось на зразок музичної комуни, яка під впливом прогресивних формацій, таких як Pink Floyd, Nice, Soft Mashine, Mothers Of Invention та Velvet Underground, творила музику, що отримала назву «краутрок». Однак коли зацікавленості музикантів почали різнитися, гурт поділився на дві формації: Amon Düül та Amon Düül II. Перша з них стала грати головним чином забарвлений політикою примітивний рок, у той час як друга продовжила йти обраним шляхом.

## Amon Düül II
Перший альбом гурту Amon Düül II під назвою «Phallus Dei» з текстами, що були написані старонімецькою мовою і виконувалися на зразок преторіанського хоралу, видала 1969 року маловідома приватна фірма. Проте після того, як наклад цєї платівки розійшовся за два дні, гурт взяв під крило один з головних менторів «краутроку» — фірма «Liberty/UA». У запису дебютного лонгплея взяли участь: Кріс Каррер (Chris Karrer) — скрипка, гітара, саксофон; Дітер Серфас (Dieter Serfas) — ударні, цимбали; Петер Леопольд (Peter Leopold) — ударні, фортепіано; Шрат (Shrat), справжнє ім'я Крістіан Тіль (Christian Thiele) — бонгі, скрипка, вокал; Ренате Кнауп (Renate Knaup) — вокал; тамбурин; Джон Вейнцерль (John Wienzierl) — гітара, саксофон, вокал; Фальк Рогнер (Falk Rogner) — орган, синтезатор; Дейв Андерсон (Dave Anderson) — бас, а також запрошені музиканти Хольгер Трільц (Holger Trulzsch) — ударні та Крістіан Борхард (Christian Borchard) — вібрафон.
На другому, вже англомовному альбомі «Yeti», який Amon Düül II записали через рік без Серфаса, проте з Ульріхом Леопольдом (Ulrich Leopold) — бас та Райнером Бауером (Rainer Bauer) — гітара, вокал; група поставила за основну мету досягнення характерного звучання, де мелодія приносилася б у жертву ритмічним звукам баса та ударних. Наступною роботою, лонгплеєм «Dance Of The Lemmings», музиканти вирішили створити досконало скомпонований «спейс-рок»-альбом, що їм і вдалось зробити на сто відсотків. Однак англійські критики почали стверджувати, що Amon Düül II є лише найкращою комбінацією гуртів The Who та Pink Floyd з євроазіатським фольклором. Відтоді у гурті починаються постійні зміни складу, наприклад, в Amon Düül II виступали: Лотар Мейд (Lothar Meid) — бас, вокал; Карл Хайнц Хаусменн (Karl Heinz Hausmann) — клавішні; Денні Секундус Фішелшер (Danny Secundus Fischelscher) — ударні; Ренате Крьотеншванц (Renate Krotenschwanz) — вокал; Роббі Хейбл (Robby Heibl) — бас; Клаус Ебарт (Klaus Ebart) — бас; Стефан Зонер (Stefan Zauner) — клавішні; Йорг Еферс (Joerg Evers) — бас та багато інших, що не найкраще вплинуло на якість їх наступних робіт (винятком є альбом «Wolf City» 1972 року, що став найкращим досягненням гурту поряд з «Dance Of The Lemmings»).
Піонери «краутроку», якими були Amon Düül II, поступово почали втрачати свої високі позиції у цьому стилі і 1975 року припинили концертні виступи, сконцентрувавшись виключно на студійній діяльності та на реалізації сольних проектів. 
Наприкінці сімдесятих років музиканти звернули у русло традиційного року, доповнюючи своє звучання навіть елементами музики «диско». 1992 року гурт повернувся на сцену і виступив у такому складі: Каррер, Вейнзер, Рогнер,
Кнауп, Леопольд та Мейд.

## Дискографія

### Amon Düül
- 1969: Psychedelic Underground
- 1969: Collapsing/Singvögel Rückwärts & Co.
- 1970: Para Dieswärts Düül
- 1973: Disaster — Lüüd Noma (подвійне LP)
- 1983: Experimente
- 1975: Minnelied
- 1987: Airs On A Shoestring (компляція)

### Amon Düül II
- 1969: Phallus Dei
- 1970: Yeti
- 1971: Tanz der Lemminge / Dance Of The Lemmings
- 1972: Carnival In Babylon
- 1972: Wolf City
- 1973: Live In London
- 1973: Utopia (видано під назвою гурту Utopia)
- 1974: Vive La Trance
- 1975: Hijack
- 1975: Lemmingmania (компляція)
- 1975: Made In Germany
- 1976: Pyragony X
- 1977: Almost Alive…
- 1978: Only Human
- 1978: Rock in Deutschland Vol.1 (компляція)
- 1981: Vortex
- 1982: Meeting With The Man Machine
- 1983: Hawk Meets Penguin
- 1987: Anthology
- 1992: Live In Concert
- 1993: Surrounded By The Stars/Bars
- 1995: Nada Moonshine #
- 1996: Kobe (Reconstructions)
- 1996: Eternal Flashback
- 1996: Live In Tokyo (live)
- 1997: The Best Of 1969-1974 (компляція)
- 1997: Flawless (1997)
- 1997: Drei Jahrzehnte (1968-1998) (компляція)